# اندیس تخت پی زندگانی
تخت پی زندگانی یک اندیس فلزی است که در حوالی شهر علی آباد استان سمنان قرار دارد و مادهٔ معدنی موجود در آن، سرب و روی است.  